# Моласа
Моласа е сборно понятие в геологията. Това са седиментни скали, образувани на сушата от отлагането на ерозионни материали (чакъл, пясък, глина). Отложени са основно в подножията на планини и хълмове, като в близост да планините представляват конгломерати и пясъчници, а с отдалечаване от тях съдържат все по-фини материали като глина и под. Думата е с френски произход и означава „мека скала“. Исторически терминът е използван за да обозначи скалите, образували се в подножието на Алпите.